# 森屋治兵衛
森屋 治兵衛（もりや じへえ、生没年不詳）は、江戸時代から明治時代にかけての江戸の地本問屋。幕末期を代表する版元であった。

## 来歴
錦森堂、森治と号す。姓は土屋氏、明治13年（1880年）に石川氏を称す。木村屋とも称したか。森屋次兵衛とも。寛政から明治期に馬喰町2丁目南側中程七兵衛店、幕末には馬喰町2丁目同所文七店で営業している 。嘉永期には文七店にいた。地本草紙問屋元組（古組）の一軒であり、幕末の代表的な錦絵、草双紙の版元であったが、抱えの板木職人に良工が少なく、「森治の悪彫り」といわれた。喜多川歌麿、歌川豊国、歌川国貞、歌川貞秀、歌川広重、2代目歌川広重、葛飾北斎らの錦絵などを出版している。なお、明治14年（1881年）1月26日に起こった両国の大火といわれた火災により類焼、同月29日から仮店舗において営業を再開している。

## 作品
- 喜多川歌麿 『衝立に寄る男女』 大判 錦絵 寛政後期
- 喜多川歌麿 『仮宅の後朝』 大判3枚続 錦絵 寛政12年
- 喜多川歌麿 『音曲恋の操』 大判 錦絵揃物 享和ころ
- 歌川豊国 『風俗画』
- 歌川貞秀 『三世坂東三津五郎の鳴神鶴の助』 大判 錦絵 文政10年
- 歌川国貞 『浮世人精天眼鏡』 大判 錦絵揃物 文政後期ころ
- 葛飾北斎 『琉球八景』 横大判8枚揃 錦絵 天保3年
- 葛飾北斎 『千絵の海』 横中判10枚揃 錦絵 天保4年頃
- 葛飾北斎 『詩哥写真鏡』 長大判10枚揃 錦絵 天保4年～天保5年頃
- 歌川広重 『新撰江戸名所』 横大判 錦絵揃物 天保後期
- 歌川広重 『江戸名所五性』
- 2代目歌川広重 『相州江の島』
- 2代目歌川広重 『東海道薩陀峠』
- 歌川貞秀 『横浜異人商館座敷之図』 大判3枚続 錦絵 文久1年